# Doberos
Doberos (altgriechisch Δόβηρος; lateinisch Doberus) war eine antike Stadt in der Landschaft Paionien, vermutlich im Tal der heutigen Strumica.
Doberos war eine Etappe des thrakischen Königs Sitalkes bei seinem Zug gegen Makedonien im Jahr 432 v. Chr. In hellenistischer Zeit gehörte es zu Makedonien, danach zur römischen Provinz Macedonia. 267 wurde die Stadt bei einem Einfall der Goten geplündert.
In der Spätantike war Doberus Sitz eines christlichen Bischofs.
Auf diesen Bischofssitz geht das römisch-katholische Titularbistum Doberus zurück.